# Savignac-de-Miremont
Savignac-de-Miremont är en kommun i departementet Dordogne i regionen Nouvelle-Aquitaine i sydvästra Frankrike. Kommunen ligger i kantonen Le Bugue som tillhör arrondissementet Sarlat-la-Canéda. År 2022 hade Savignac-de-Miremont 174 invånare.

## Befolkningsutveckling
Antalet invånare i kommunen Savignac-de-Miremont
Referens:INSEE